# リバーシン
リバーシン（英語: reversine）あるいは、2-(4-モルフォリノアニリノ)-6-シクロヘキシルアミノプリン（英語: 2-(4-morpholinoanilino)-6-cyclohexylaminopurine）とは、すでに分化した細胞を再び幹細胞へ脱分化させる作用のあるプリン誘導体である。
2004年にスクリプス研究所のピーター・シュルツのグループにより、コンビナトリアル合成を用いて開発された。
癌細胞の細胞死を選択的に誘導する可能性もある。
細胞の脱分化の詳細な機構はこれまで不明であるが、何らかのキナーゼが関与しているらしいと考えられていた。そこでシュルツらは、キナーゼと相互作用する複素環式化合物50,000種類の脱分化作用についてスクリーニングを行い、その中からリバーシンを見出した。リバーシンはマウス筋芽細胞に対して特異的に脱分化を起こし、より未分化な細胞へ変化させる。未分化化した細胞は、薬剤により脂肪細胞や骨芽細胞へ分化させることができる。しかし、脱分化の機構は細胞によって異なると考えられ、リバーシンが他の種類の細胞に対しても適用できるかどうかは不明である。